# Melanoides admirabilis
Melanoides admirabilis е вид коремоного от семейство Thiaridae. Видът е почти застрашен от изчезване.